# Kedaloman
Kedaloman is een bestuurslaag in het regentschap Tanggamus van de provincie Lampung, Indonesië. Kedaloman telt 2702 inwoners (volkstelling 2010).